# Lebaja mediana
Lebaja mediana är en insektsart som beskrevs av Young 1977. Lebaja mediana ingår i släktet Lebaja och familjen dvärgstritar. Inga underarter finns listade i Catalogue of Life.